# Kallikajaskari
Kallikajaskari är en ö i Finland. Den ligger i Bottenhavet och i kommunen Raumo i den ekonomiska regionen  Raumo ekonomiska region i landskapet Satakunta, i den sydvästra delen av landet. Ön ligger omkring 47 kilometer sydväst om Björneborg och omkring 220 kilometer nordväst om Helsingfors.
Öns area är 19,3 hektar och dess största längd är 0,7 kilometer i sydöst-nordvästlig riktning.